# Охрид (Болгарія)
О́хрид (болг. Охрид) — село в Монтанській області Болгарії. Входить до складу общини Бойчиновці.

## Населення
За даними перепису населення 2011 року у селі проживала 391 особа.
Національний склад населення села:
| Національність   | Кількість осіб | Відсоток |
| ---------------- | -------------- | -------- |
| болгари          | 364            | 97,6%    |
| цигани           | 9              | 2,4%     |
| турки            | 0              | 0%       |
| інша             | 0              | 0%       |
| не визначились   | 0              | 0%       |
| Всього відповіли | 373            |          |

Розподіл населення за віком у 2011 році:
Динаміка населення: